# Rio Matanza-Riachuelo

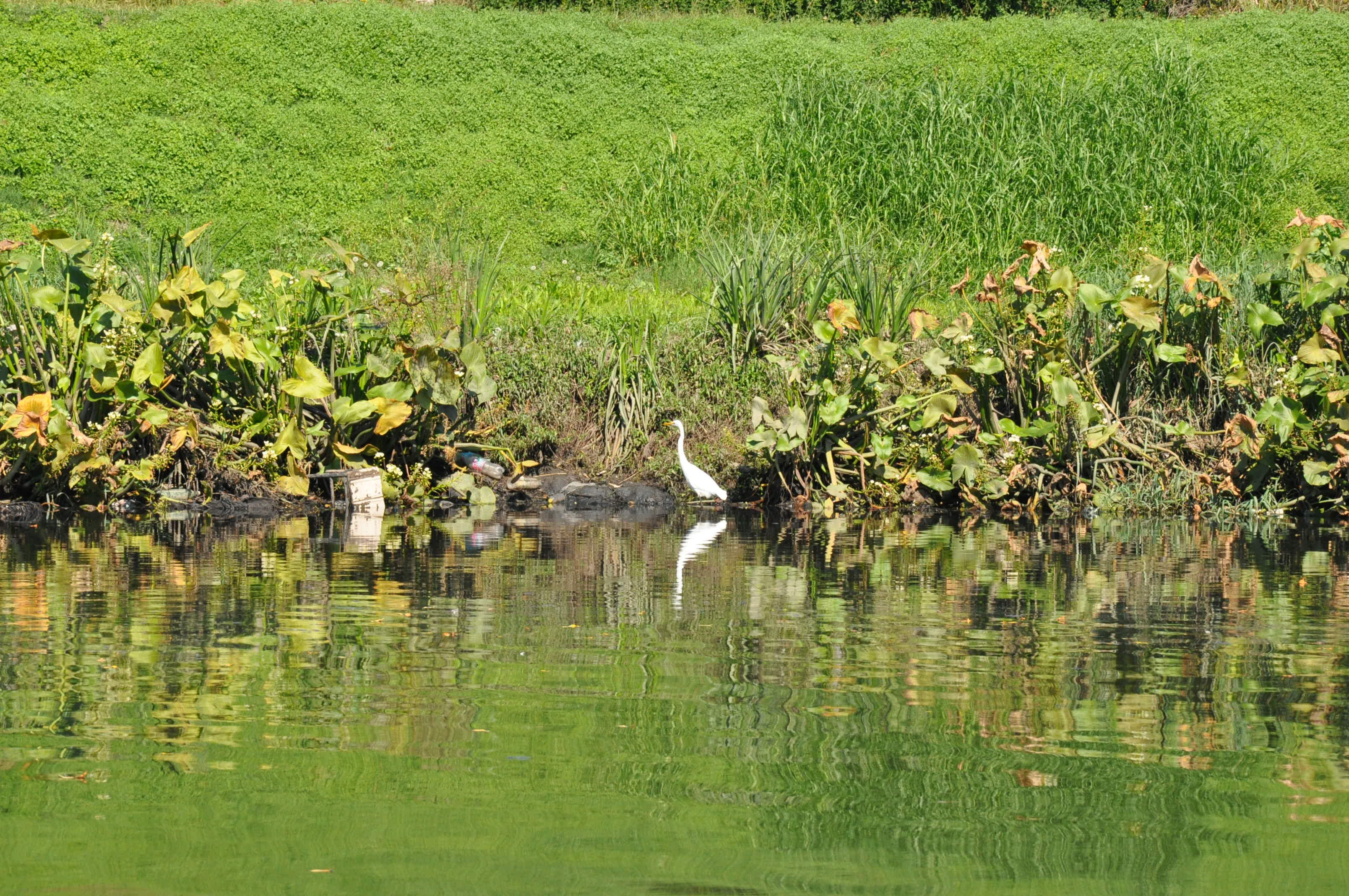
Fauna na margem do Riachuelo

O rio Riachuelo ou Matanza-Riachuelo como também é conhecido, é um curso de água argentino situado na cidade de Buenos Aires. Tem sua foz no rio da Prata, também na capital argentina. O rio Matanza-Riachuelo, tem um curso de 64 km, nasce na província de Buenos Aires e é o limite sul da cidade autônoma de Buenos Aires e desagua no rio da Prata. Tem uma direção geral sudoeste-nordeste, e uma largura média de 35 m, cobrindo uma área de 2 200 km ² até a foz do rio da Prata.

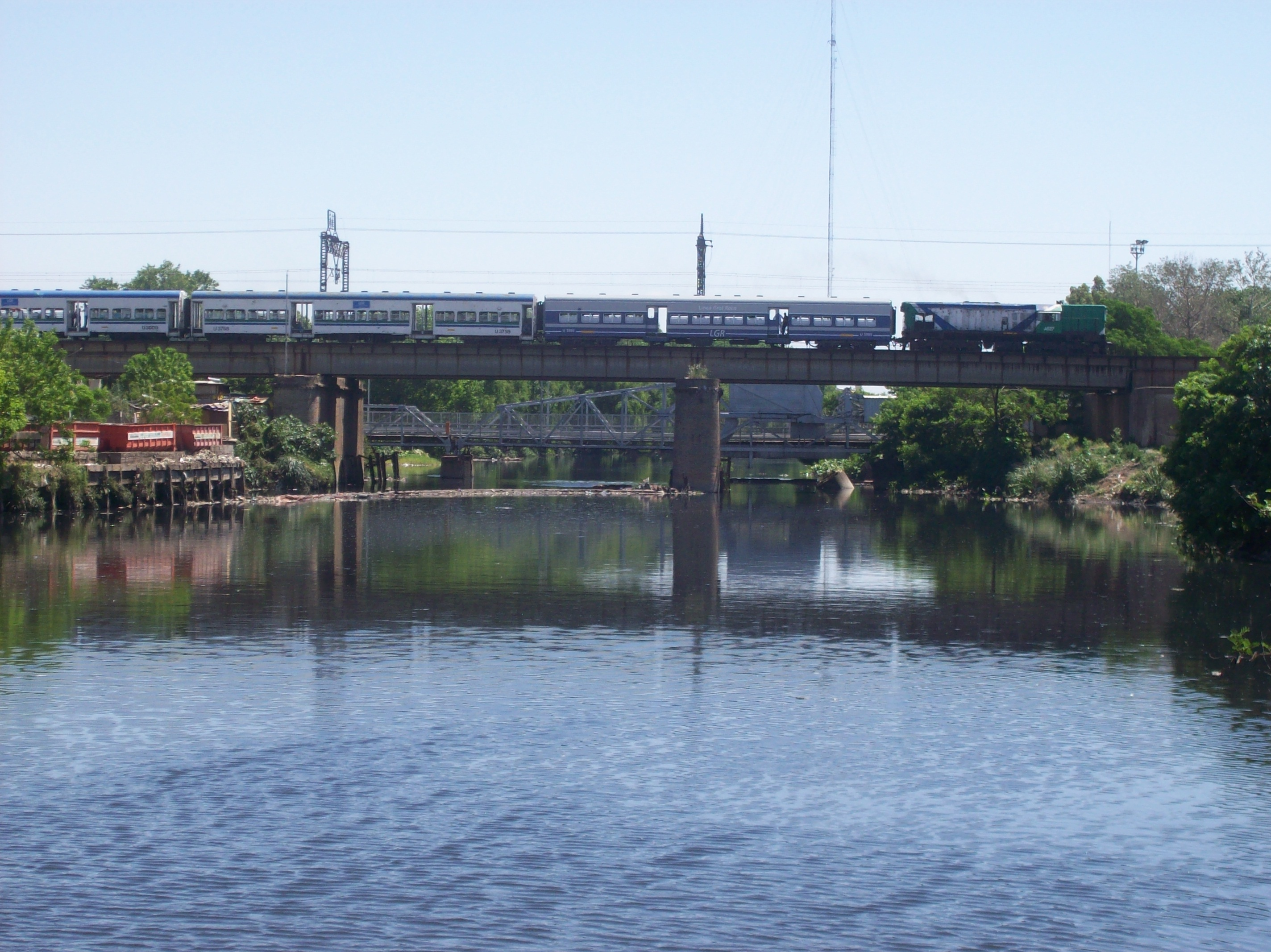
Trem passando através de uma ponte sobre o Riachuelo

Por causa de sua inclinação suave, o curso original é muito sinuoso, o que causou inundações. Devido a isso, o congresso aprovou a Lei de 1926, sobre a retificação e gasoduto Corrente, a partir da Ponte Alsina até a sua foz. Finalmente foi alargado e retificado. Este trabalho foi estendido até 1945. A bacia Matanza-Riachuelo inclui parte da cidade de Buenos Aires e as cidades de Almirante Brown, Avellaneda, Cañuelas, Esteban Echeverría, Ezeiza, General Las Heras, La Matanza, Lanús, Lomas de Zamora, Marcos Paz, Merlo e San Vicente. Suas características topográficas dominantes mostram claramente três áreas distintas: altas planícies, a meio caminho para baixo e mais para baixo. Cruzam o rio as pontes Victorino Plaza, Bosch, Avellaneda e a ponte e Nicolás Avelleneda Alsina.